# Ebba Wilton
Ebba Anna Elisabeth Wilton (13. december 1896 i Rødvig – 1. april 1951 i Gentofte) var en dansk operasangerinde (sopran).
Debut i 1924 på Det kongelige Teater som Nattens dronning i Mozarts Tryllefløjten. Hendes smukke koleratursopran kunne høres i roller som f.eks. Gilda i Verdis Rigoletto og Susanna i Mozarts Figaros Bryllup samt engagementer ved operahuse i Berlin og Paris. Hun blev kongelig kammersangerinde i 1941, og havde sin afskedsforestilling i forbindelse med sit 25-års jubilæum i 1949.
Grammofonpladeindspilninger med arier og sange blev optaget i tiden fra 1924 til 1928, hvoraf en del findes udgivet på cd'en Den danske Nattergal Point – PCD 5111.